# Mecosaspis femorata
Mecosaspis femorata är en skalbaggsart som först beskrevs av Aurivillius 1890.  Mecosaspis femorata ingår i släktet Mecosaspis och familjen långhorningar.
Artens utbredningsområde är:
- Liberia.
- Rwanda.
- Sierra Leone.

Inga underarter finns listade i Catalogue of Life.